# 塩釜藤倉テレビ中継局
塩釜藤倉テレビ中継局（しおがまふじくらテレビちゅうけいきょく）は、宮城県塩竈市に置かれていた垂直偏波のアナログテレビ中継局。

## 中継局概要
| 放送局名          | チャンネル | 空中線電力          | ERP                 | 放送対象地域 | 放送区域内世帯数 |
| ----------------- | ---------- | ------------------- | ------------------- | ------------ | ---------------- |
| NHK仙台教育テレビ | 49ch       | 映像500mW 音声125mW | 映像850mW 音声210mW | 全国         | 2,303世帯        |
| KHB東日本放送     | 51ch       | 映像500mW 音声125mW | 映像850mW 音声210mW | 宮城県       | 2,303世帯        |
| MMT宮城テレビ放送 | 53ch       | 映像500mW 音声125mW | 映像850mW 音声210mW | 宮城県       | 2,303世帯        |
| NHK仙台総合テレビ | 55ch       | 映像500mW 音声125mW | 映像850mW 音声210mW | 宮城県       | 2,303世帯        |
| OX仙台放送        | 57ch       | 映像500mW 音声125mW | 映像850mW 音声210mW | 宮城県       | 2,303世帯        |
| TBC東北放送       | 59ch       | 映像500mW 音声125mW | 映像850mW 音声210mW | 宮城県       | 2,303世帯        |

- 地上デジタル中継局の設置予定はなく、アナログ放送をこの中継局から受信している世帯は、デジタル放送は仙台送信所の電波を受信することとなっている[1]。
- 当初、全国一斉の2011年7月24日で廃局となる予定だったが、同年3月11日に発生した東北地方太平洋沖地震（東日本大震災）の影響により、アナログ波停波が、2012年3月31日まで延期された。
- 同中継局はすでに撤去されている。

## 所在地
- 塩竈市北浜3丁目11番地

## 放送エリア
- 大年寺山等からの電波が届きにくい塩竈市北東部（塩釜警察署周辺地区）をカバーしていた。